# 陈家镇 (盘山县)
陈家镇，是中华人民共和国辽宁省盘锦市盘山县下辖的一个乡镇级行政单位。

## 行政区划
陈家镇下辖以下地区：
陈家村、大板村、韩家村、王家村、朝鲜族村、青沙村、郎家村、四家子村和鸭子厂村。